# Pisenus rufitarsis
Pisenus rufitarsis là một loài bọ cánh cứng trong họ Tetratomidae. Loài này được Reitter miêu tả khoa học đầu tiên năm 1889.